# Каменін
Каменін (словац. Kamenín) — село, громада округу Нове Замки, Нітранський край. Кадастрова площа громади — 28.04 км². Протікає Блатнянський потік.
Населення 1457 осіб (станом на 31 грудня 2019 року).

## Історія
Каменін згадується 1183 року.

## Населення
| Рік:            | 1994. | 2004.   | 2014.   | 2024.   |
| --------------- | ----- | ------- | ------- | ------- |
| Кількість осіб: | 1540  | 1502    | 1487    | 1438    |
| Різниця:        |       | -2,46 % | -0,99 % | -3,29 % |

| Рік:            | 2023. | 2024.   |
| --------------- | ----- | ------- |
| Кількість осіб: | 1450  | 1438    |
| Різниця:        |       | -0,82 % |